# Erioptera (Erioptera) lucerna
Erioptera (Erioptera) lucerna is een tweevleugelige uit de familie steltmuggen (Limoniidae). De soort komt voor in het Australaziatisch gebied.